# 鹿島神社のペグマタイト岩脈

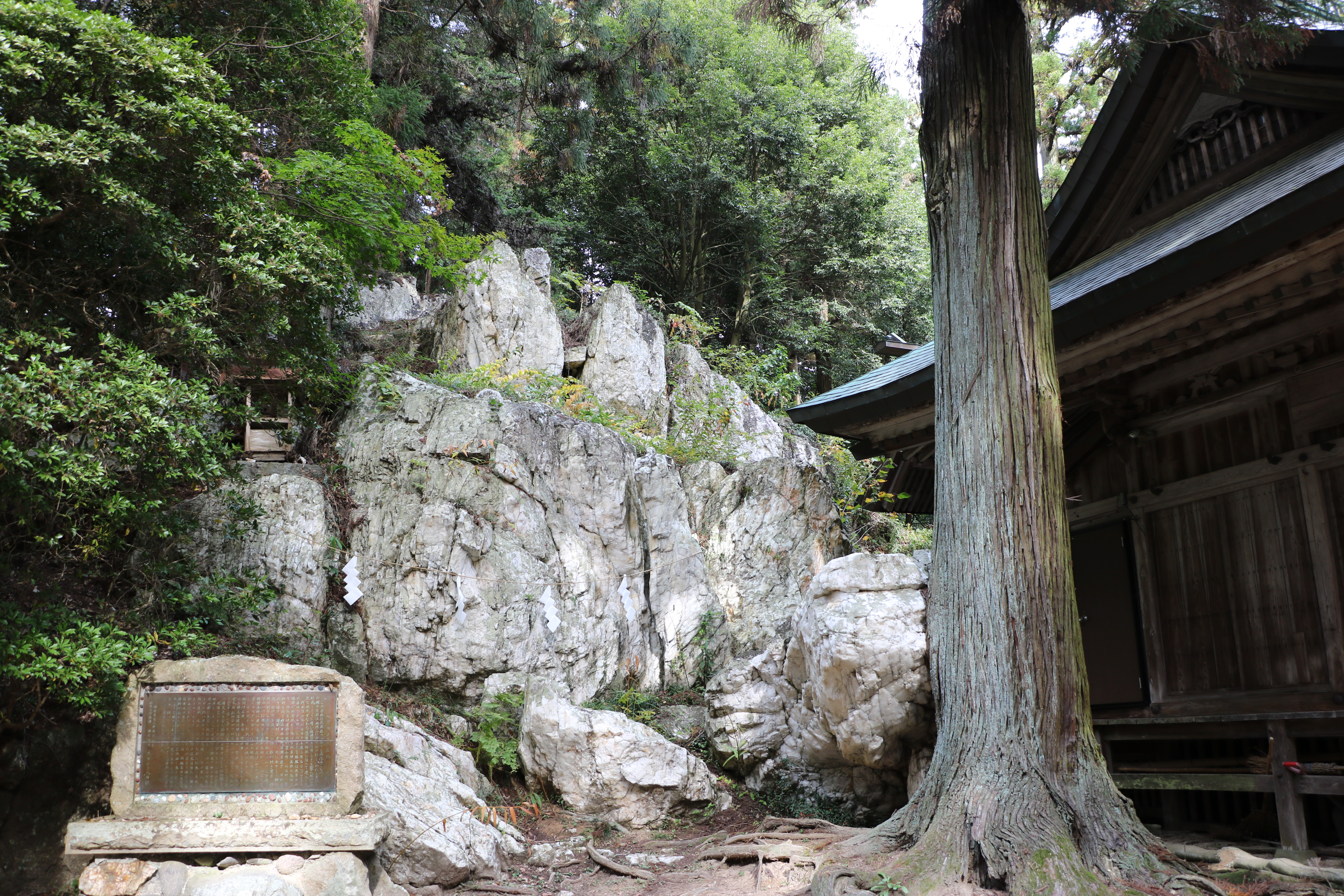
鹿島神社のペグマタイト岩脈。
岩体自体が神社のご神体であり本殿の裏側に隣接している。2023年10月25日撮影。

鹿島神社のペグマタイト岩脈（かしまじんじゃのペグマタイトがんみゃく）は、福島県郡山市西田町丹伊田の鹿島大神宮境内にある、国の天然記念物に指定されたペグマタイト岩脈、ペグマタイト鉱床（英: pegmatite deposit）の露頭である。
ペグマタイトは巨晶花崗岩（きょしょうかこうがん）とも呼ばれ、石英・長石・雲母など鉱物の結晶を多く含み、長石は陶器の材料、石英はガラスの材料になるなど、古くから工業用の原料として採掘されたため、自然状態で地表面に露出したものは日本国内ではほとんど採掘され尽くされている。それに対し鹿島神社のペグマタイト岩脈は岩体そのものが神社のご神体として崇められてきたため、ほとんど原状をとどめており、露出状態も際立って良好で、かつ石英や長石の結晶も大きく学術的な価値が高く、1943年（昭和18年）10月15日に「ペグマタイト鑛床」として福島県の天然記念物に指定され、1966年（昭和41年）6月11日に「鹿島神社のペグマタイト岩脈」として国の天然記念物に指定された。

## 解説

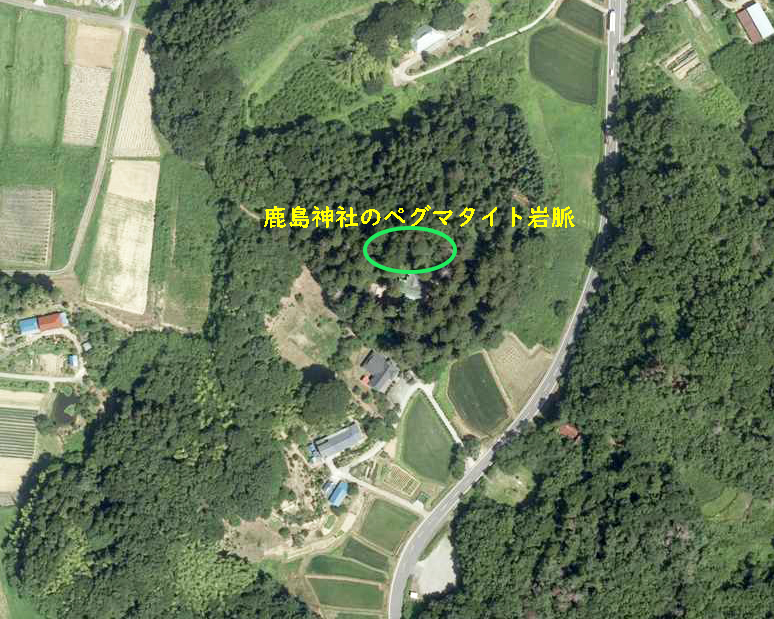
鹿島神社のペグマタイト岩脈周辺の空中写真。指定範囲の概略を緑色の線で示した。。（2014年7月26日撮影の画像を使用作成）

鹿島神社のペグマタイト岩脈は郡山市の北東端に近い、同市西田町丹伊田（にいた）字宮作に鎮座する鹿島大神宮の境内にあり、本殿の裏手と境内の左側（西側）にペグマタイトの露頭がある。鹿島大神宮（鹿島神社）は阿武隈川右岸（東岸）のなだらかな丘陵が連なる標高約340メートルの地点にあり、JR東日本磐越東線三春駅の北北西方約2.6キロメートルの地点に所在する。
マグマが冷えて固まる際に、ある特定の条件を満たすと、ひとつひとつの結晶が非常に大きくなることがあり、こうしたものをペグマタイト(英: pegmatite）と呼ぶ。
阿武隈高地一帯はペグマタイトの大規模な鉱床がある場所として知られており、特に阿武隈高地の西側の縁に沿った形で福島県北部から南部にかけ帯状に分布しており、北側から川俣町の水晶山、本宮市白沢の白岩、郡山の中田町赤沼、石川町の猫啼（ねこなき）、同町の石川山などが代表的なペグマタイトの産地であったが、光学レンズの原料として有用であるため盛んに採掘され、今日では露頭として観察できる場所はほとんど残っていない。
天然記念物に指定された鹿島神社の岩体をはじめ、阿武隈高地のペグマタイトの鉱体に含まれる結晶は、中心部が石英を主体とし周辺部に移るにつれて斜長石や正長石が混合するようになり、これらの結晶は母岩である花崗岩の岩中に塊状や岩脈状に発達してペグマタイトの鉱床を形成している。この鉱床には電気石、白雲母、緑柱石、水晶が含まれ、さらにモナズ石、フェルグソン石、石川石といった放射性元素を含む鉱物が産出することが知られている。
鹿島神社のペグマタイトは大神宮の氏子らによってご神体として崇められ大切にされ続けたため、商業目的に採掘されず今日まで残存した貴重なものであり、同社の神域として周囲約500メートル、高さ（比高）30メートル程の小高い丘状の境内全体に分布している。このペグマタイトは地表に現れている岩体の露頭部だけでも長さ40メートル、幅14メートルもあり、推定される重量は約14,000トン、岩体は地下10メートルまで及ぶものと考えられている。
指定地のペグマタイトは石英・長石・雲母などの巨大結晶から構成されており、露頭は神社の裏側と向かって左側（西側）の境内にある。このうち本殿の裏手に隣接するペグマタイトは、ほとんどが石英からできており他の鉱物が見られないため、純白で純度の高いものであり、境内西側の露頭は石英と長石の巨大な結晶からできており岩体中に生じた節理も観察できる。
ペグマタイトとしてこれほどの規模で、なおかつ状態の良い露頭が採掘されずに残っている場所は日本国内では他に例がなく、1943年（昭和18年）10月15日に「ペグマタイト鑛床」として福島県の天然記念物に指定され、1966年（昭和41年）6月11日に「鹿島神社のペグマタイト岩脈」として国の天然記念物に指定され、所有者兼管理者でもある鹿嶋大神宮により大切に管理されている。

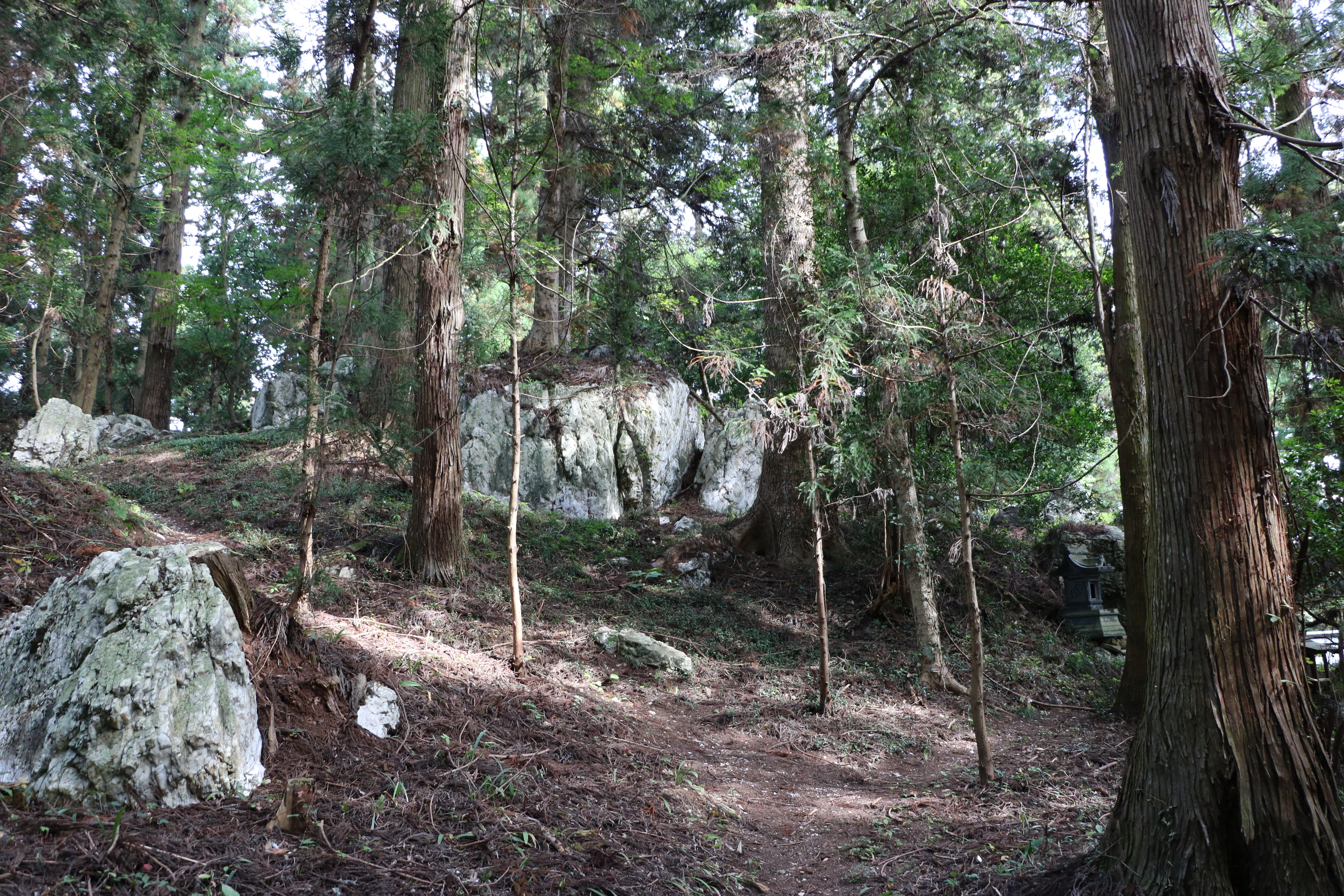
境内のいたる所にペグマタイトの露頭がある。2023年10月25日撮影
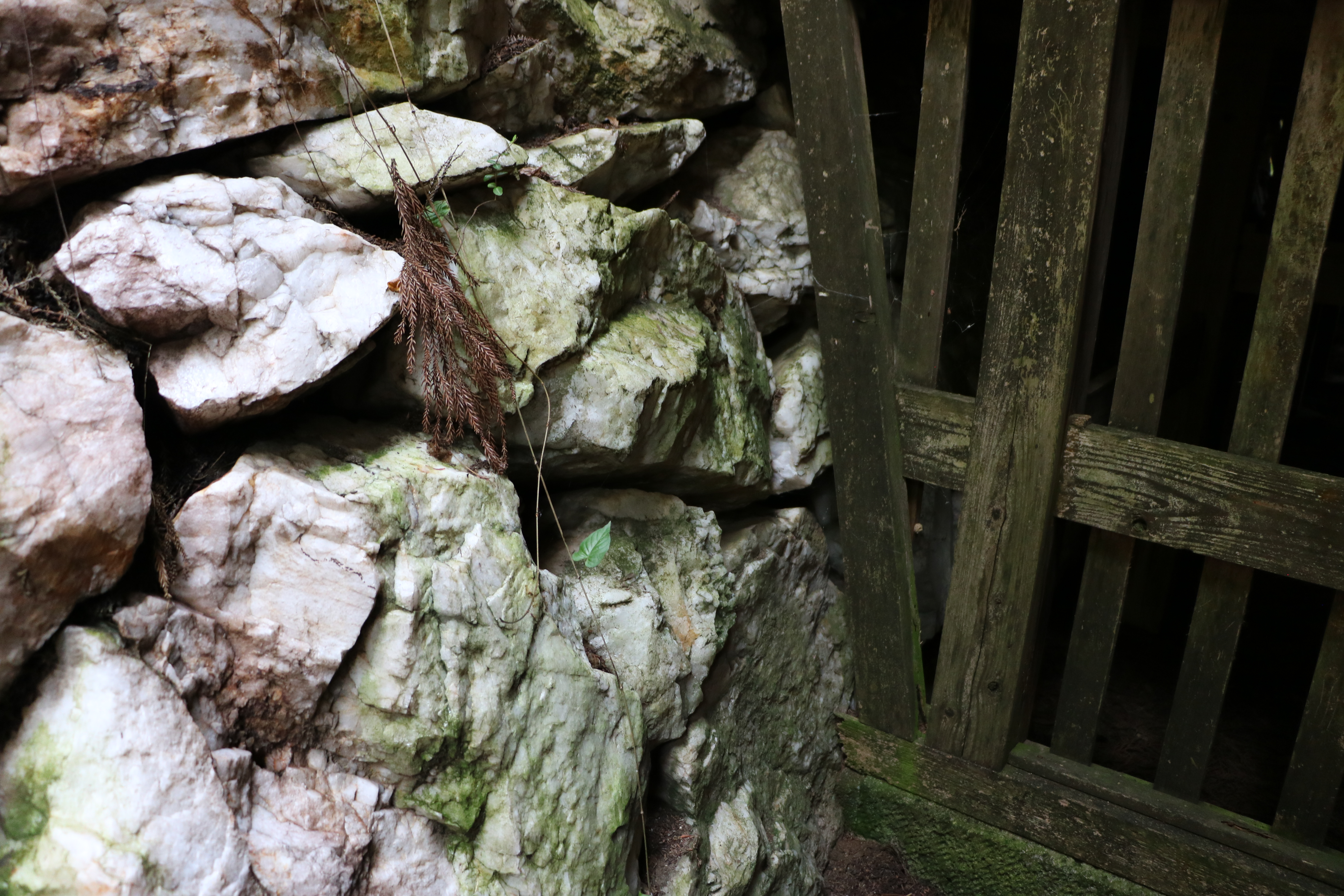
本殿基部の石垣もペグマタイトの岩片が使用されている。2023年10月25日撮影
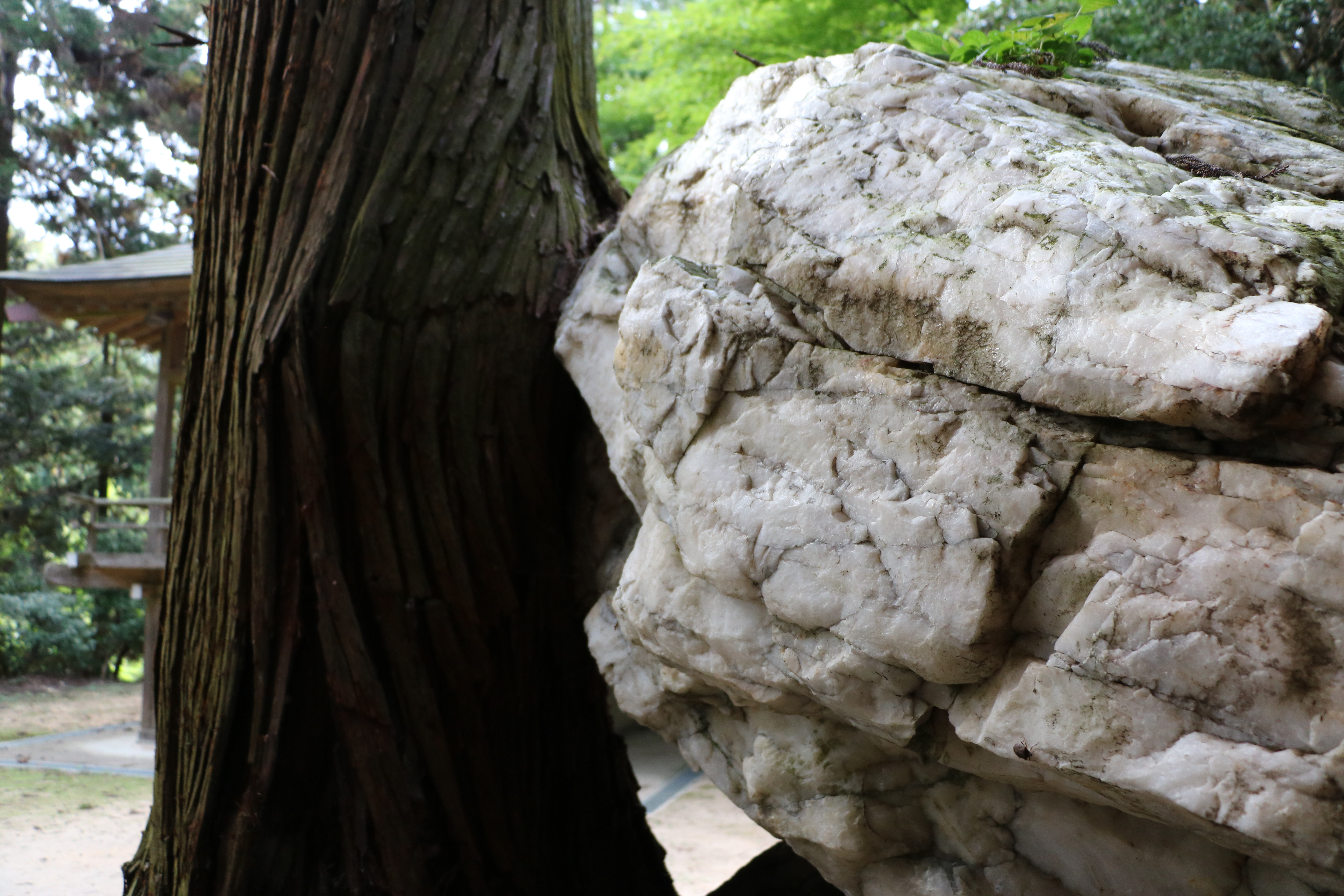
本殿裏の石英のペグマタイトは不純物が少なく純白に近い。2023年10月25日撮影。
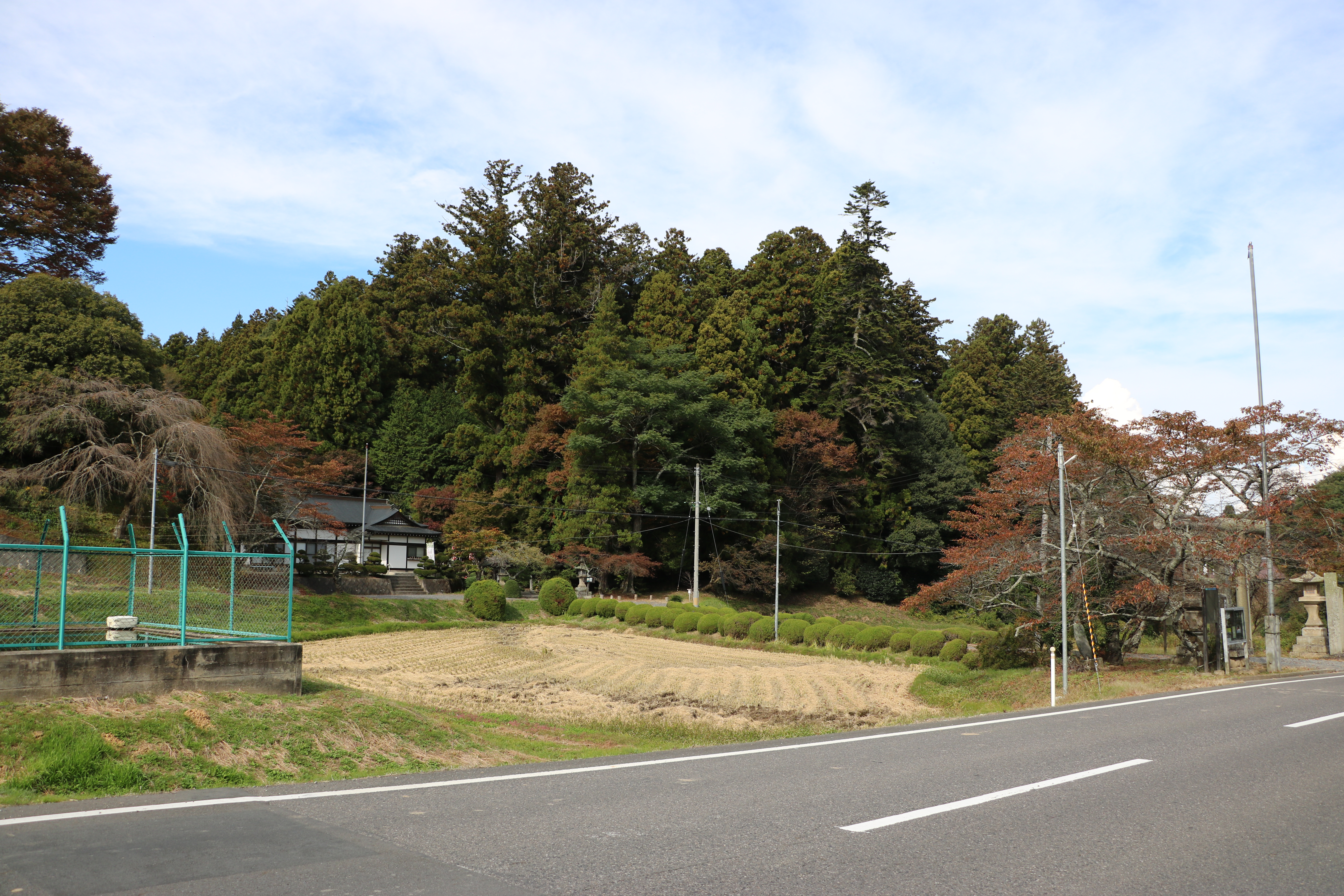
県道から見た鹿嶋大神宮境内の丘陵。ペグマタイト岩脈は境内の木々に覆われており外部からは見えない。2023年10月25日撮影。

## 交通アクセス
所在地
- 福島県郡山市西田町丹伊田宮作239[11]。

交通
- JR東日本磐越東線三春駅下車、タクシー約5分[11]
- 磐越自動車道郡山東インターチェンジより福島県道116号二本松三春線経由で約10分[11]。